# Bobina aperta

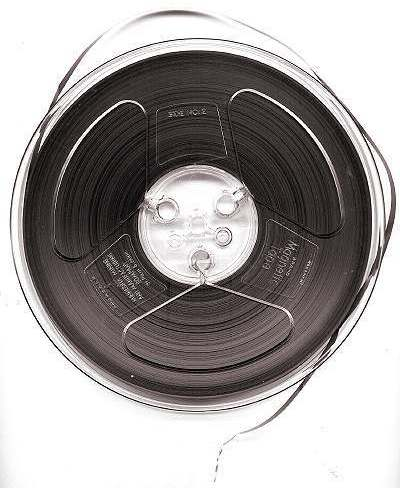
Una bobina da 7 pollici con nastro magnetico largo ¼ di pollice, tipico supporto per registrazioni audio domestiche degli anni 1950-70

La bobina aperta (reel-to-reel in inglese) è un formato di nastro magnetico che, a differenza della musicassetta e della videocassetta, lascia un'estremità del nastro libera. 
Diffusa soprattutto nella seconda metà del XX secolo, è rapidamente decaduta a partire dall'inizio degli anni 2000 quando le tecniche di registrazione digitale l'hanno resa obsoleta.

## Storia
Il formato a bobina aperta fu usato nei primi registratori a nastro, come il Magnetophon K1 tedesco degli anni trenta, prodotto dalla AEG in collaborazione con la Telefunken. Il termine bobina aperta non era usato nei primi tempi, ma fu coniato nei primi anni sessanta quando entrarono in commercio le cartucce stereo 8 e le musicassette.
Nastri a bobina aperta furono usati anche come memoria di massa per computer, videoregistratori e in registratori audio di alta qualità, con formati sia analogici che digitali, prima dell'avvento della registrazione su hard disk. Tra le ultime macchine a bobine prodotte, i registratori Digital Audio Stationary Head alla fine degli anni novanta.

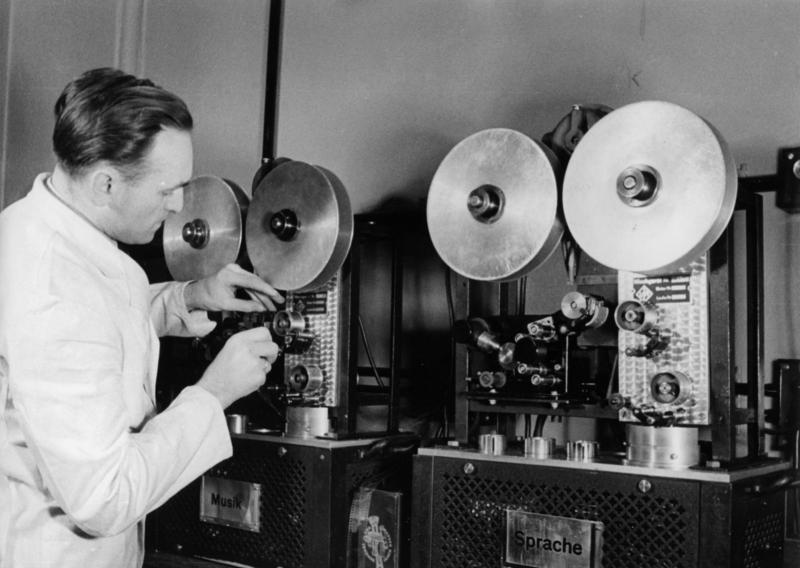
Un tecnico mentre assembla il cinegiornale tedesco con un registratore a bobine nel 1941

Il formato fu sviluppato commercialmente nella seconda metà degli anni quaranta dal tecnico statunitense Jack Mullin, insieme a Bing Crosby. Durante la seconda guerra mondiale, Mullin servì nell'esercito in un'unità assegnata allo studio delle attività radio tedesche. Venne così in possesso di due Magnetophon e di cinquanta bobine della I.G. Farben. Dedicò i due anni successivi al miglioramento delle apparecchiature per scopi commerciali, pensando soprattutto all'uso cinematografico della registrazione magnetica.

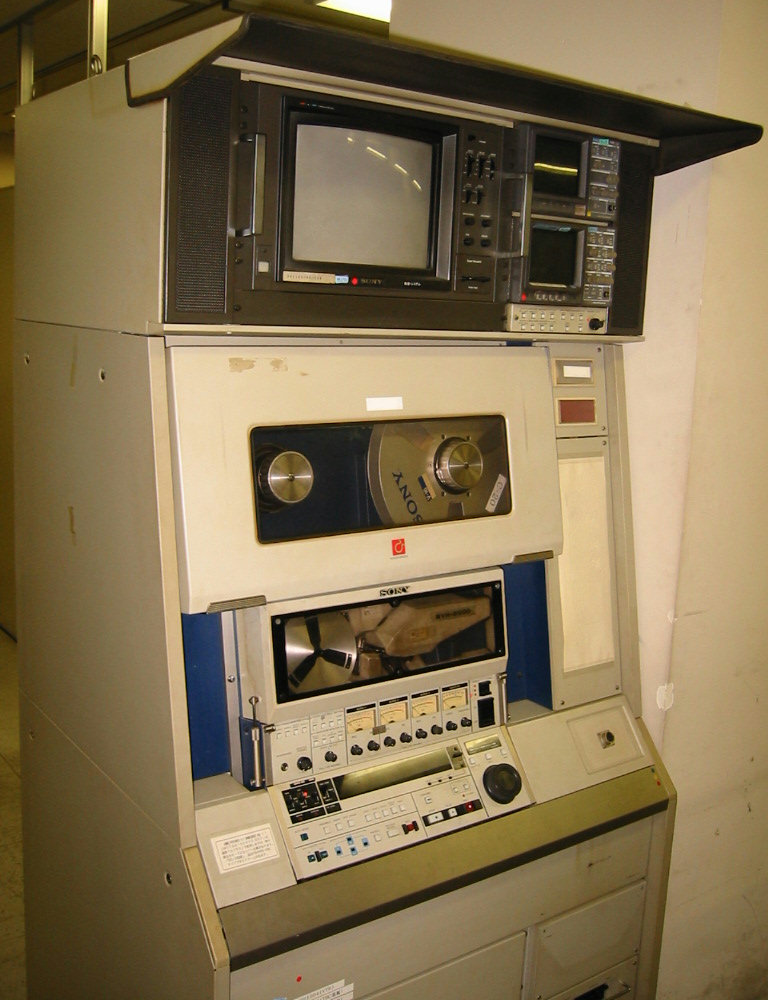
Un videoregistratore da 1 pollice Sony BVH-2000

Mullin diede una dimostrazione del suo sistema presso gli studi MGM nel 1947, suscitando l'interesse di Bing Crosby che ne intravide immediatamente l'utilità per pre-registrare i suoi spettacoli alla radio. Crosby investì 50.000 dollari in una compagnia locale, la Ampex, per permettere a Mullin di sviluppare una versione commerciale del suo prototipo. Usando i suoi registratori e con Mullin come tecnico del suono, Bing Crosby divenne il primo a vendere registrazioni su nastro e a registrare regolarmente i suoi spettacoli in anticipo. La Ampex e Mullin svilupparono in seguito la registrazione stereo e multitraccia, basata sul sistema inventato da Les Paul, a cui Crosby diede uno dei primi Ampex 200 nel 1948. Negli anni successivi, la Ampex sviluppò il primo videoregistratore, per registrare gli spettacoli televisivi di Bing Crosby.
Registratori a bobina aperta economici divennero di largo impiego per la registrazione della voce in ambienti domestici e scolastici prima dell'introduzione della musicassetta Philips nel 1963. Il successo delle cassette come supporto fu velocissimo, anche se a discapito della qualità, per via delle tracce strette e della velocità del nastro ridotta.
Sull'esempio di Bing Crosby, i registratori a bobine ad alta velocità divennero ben presto il metodo di registrazione principale impiegato da audiofili e professionisti, fino agli anni ottanta quando le tecnologie digitali applicate all'audio permisero l'uso del DAT e degli hard disk. Nel campo della videoregistrazione, dall'adozione del betacam in poi l'uso dei formati a bobina aperta scese rapidamente fino a scomparire, anche se esistono grandi archivi soprattutto del formato da 1 pollice standard C.

## Caratteristiche ed utilizzo

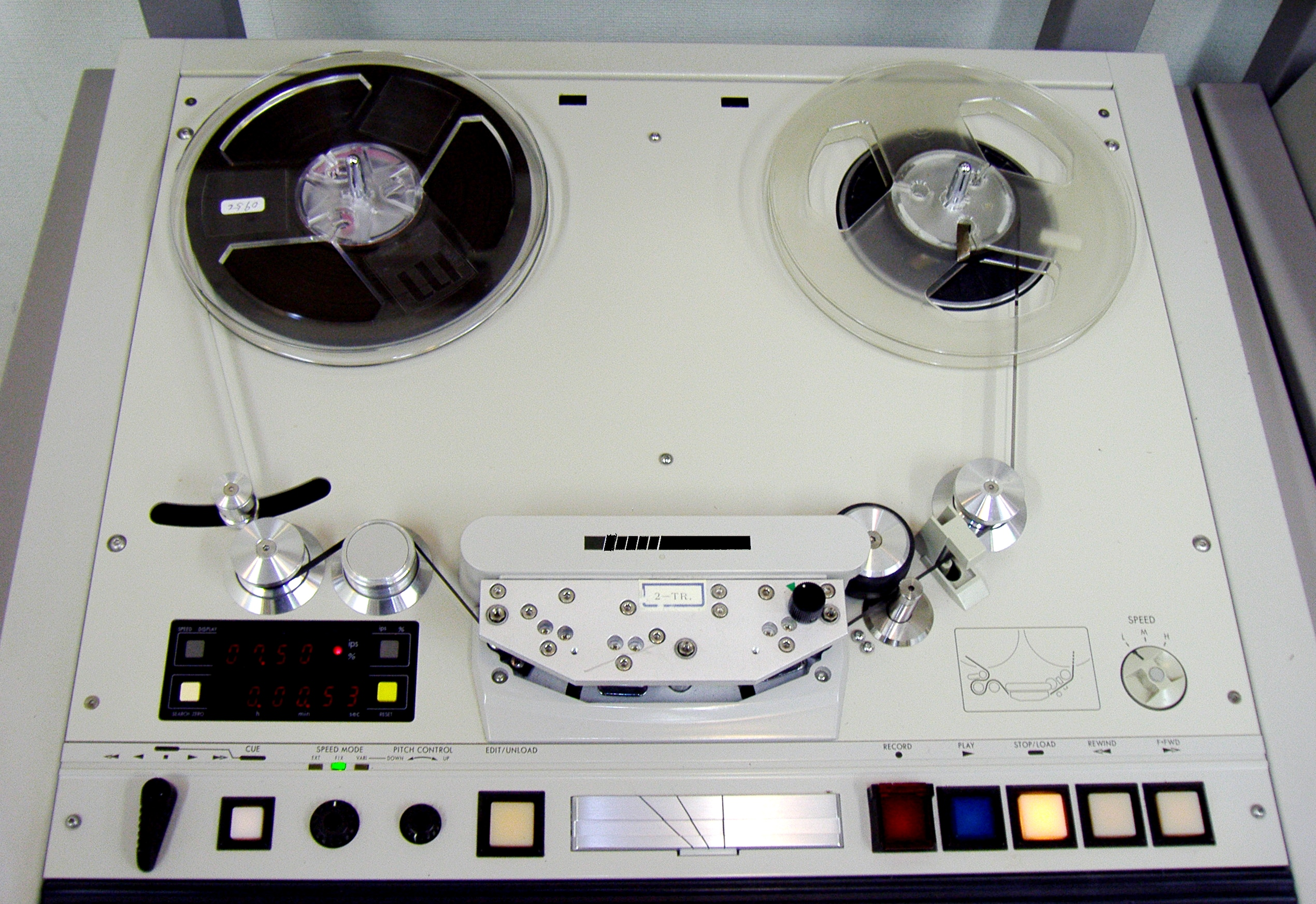
Registratore audio a bobine aperte.

Nell'uso comune, l'estremità libera del nastro viene fatta passare attraverso il gruppo delle testine di registrazione e i meccanismi di trascinamento, e agganciata a una bobina uguale ma vuota; il lato magnetizzato che si vuole riprodurre è rivolto verso i circuiti.
I primi sistemi di registrazione a bobina aperta utilizzavano un filo metallico come supporto (vedi il registratore a filo), supporto molto robusto ma che presenta problemi di scarsa qualità dell'audio, necessità di una forte corrente di registrazione e problematiche relative al montaggio fisico, oltre al fatto che il filo può incepparsi o spezzarsi. L'invenzione dell'acetato di cellulosa permise di realizzare un nastro di plastica ricoperto da ossido di ferro, risolvendo questi problemi e aprendo la strada all'utilizzo in studio. Il filo metallico fu usato anche nelle scatole nere per aviazione negli anni cinquanta.
Il grande vantaggio del nastro era la sua giuntabilità: permetteva lunghe sessioni di registrazione senza il limite dei 30 minuti del disco fonografico, e consentiva il montaggio manuale, tagliando e incollando il nastro. Per la prima volta, l'audio della registrazione era manipolabile come entità fisica, e questa tecnica è in uso ancora oggi: per giuntare il nastro si usano sia un nastro adesivo particolarmente sottile, sia un collante formulato in modo da non lasciare residui. Il taglio del nastro è di solito fatto diagonalmente, così che un eventuale disturbo audio causato dal taglio venga diluito in alcuni millisecondi di registrazione. L'uso delle bobine aperte ha un altro vantaggio: rende anche molto semplice per il montatore muovere manualmente il nastro per individuare il punto giusto per effettuare il taglio. Un effetto negativo del taglio diagonale è che sulle registrazioni stereo il taglio avviene su un canale un po' prima che sull'altro.
Con alcune differenze pratiche, questa tecnica è concettualmente la stessa che si usava con i videoregistratori da 2 pollici prima dell'avvento delle centraline di montaggio, ed è possibile perché questo formato adotta la scansione verticale invece della scansione elicoidale. Il montaggio fisico del nastro è possibile anche con i nastri audio digitali DASH, la cui correzione di errore è tanto sofisticata da permettere un taglio senza disturbi.
Le prestazioni della registrazione dipendono in buona misura dalla larghezza delle tracce magnetiche sul nastro, e dalla sua velocità. Più le tracce sono larghe e più il nastro scorre velocemente, tanto più la qualità sarà alta. Questi fattori comportano un miglioramento della risposta in frequenza, rapporto segnale/rumore, e distorsione delle alte frequenze. Il nastro può essere suddiviso in tracce multiple parallele, ognuna delle quali può essere registrata indipendentemente dalle altre. Questo permette un controllo molto maggiore della registrazione finale, e la registrazione può essere remixata anche molto tempo dopo essere stata effettuata.

## L'utilizzo nell'industria discografica
L'utilizzo delle bobine a nastro aperto, può competere in qualità sonora con i sistemi digitali; molti artisti di tutti i generi preferiscono il nastro analogico per via di una serie di gusti personali, non ultimo la possibilità volendo, di dare un certo calore al suono di queste registrazioni. In modo analogo ai sistemi digitali, i toni bassi possono essere aumentati, creando la percezione di un suono più ricco, gli alti livelli tramite compressione del livello audio, per rendere maggiormente gradevole la riproduzione del brano in particolari circostanze. Un ulteriore aspetto tecnico è la saturazione del nastro, la quale produce una forma di distorsione apprezzata da diversi musicisti rock e blues .

## Velocità del nastro

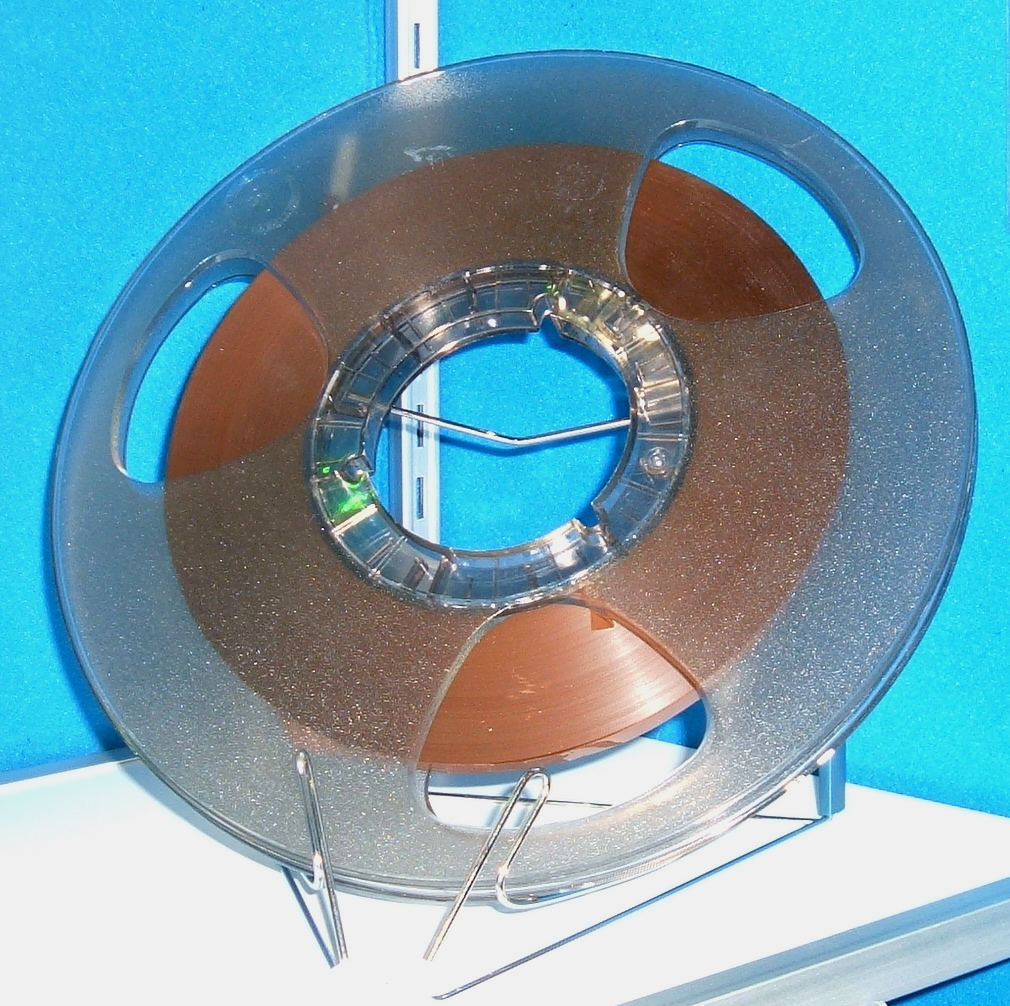
Una bobina per registrazioni audio professionali. Da notare il foro centrale più largo del normale.

Più elevata era la velocità del nastro, migliore era la qualità della registrazione. Velocità del nastro lente si rivelavano molto utili per ottenere buone autonomie di registrazione nei casi in cui la qualità audio non fosse stato un requisito fondamentale.
- 15/16 di pollice per secondo (in/s) o 2,38 cm/s — usata per registrazioni molto lunghe (per esempio, l'intera emissione di una stazione radio come archivio, o in caso di reclami)
- 1⅞ in/s o 4,76 cm/s — di solito la velocità inferiore delle registrazioni domestiche, ideale per lunghe registrazioni di discorsi; rappresenta inoltre la velocità standard del nastro nelle audiocassette
- 3¾ in/s o 9,52 cm/s — offriva un buon compromesso tra velocità e durata
- 7½ in/s o 19,05 cm/s — velocità più alta per registrazioni domestiche, e la più bassa per utilizzi professionali; era usata da molte stazioni radio per copie e spot pubblicitari
- 15 in/s o 38,1 cm/s — registrazioni musicali professionali ed emittenza radiofonica
- 30 in/s o 76,2 cm/s — usata dove si richiedeva la massima risposta ai toni alti, per esempio gran parte delle registrazioni di musica classica

### Aspetti qualitativi
Le diverse velocità a cui era possibile registrare e riprodurre il nastro trovavano corrispondenza, pur con le dovute differenze, sia nella frequenza di campionamento che nel bitrate di un campionamento digitale in quanto incidevano sensibilmente sia sulla risposta in frequenza che sulla dinamica della registrazione e sul rapporto segnale-rumore.

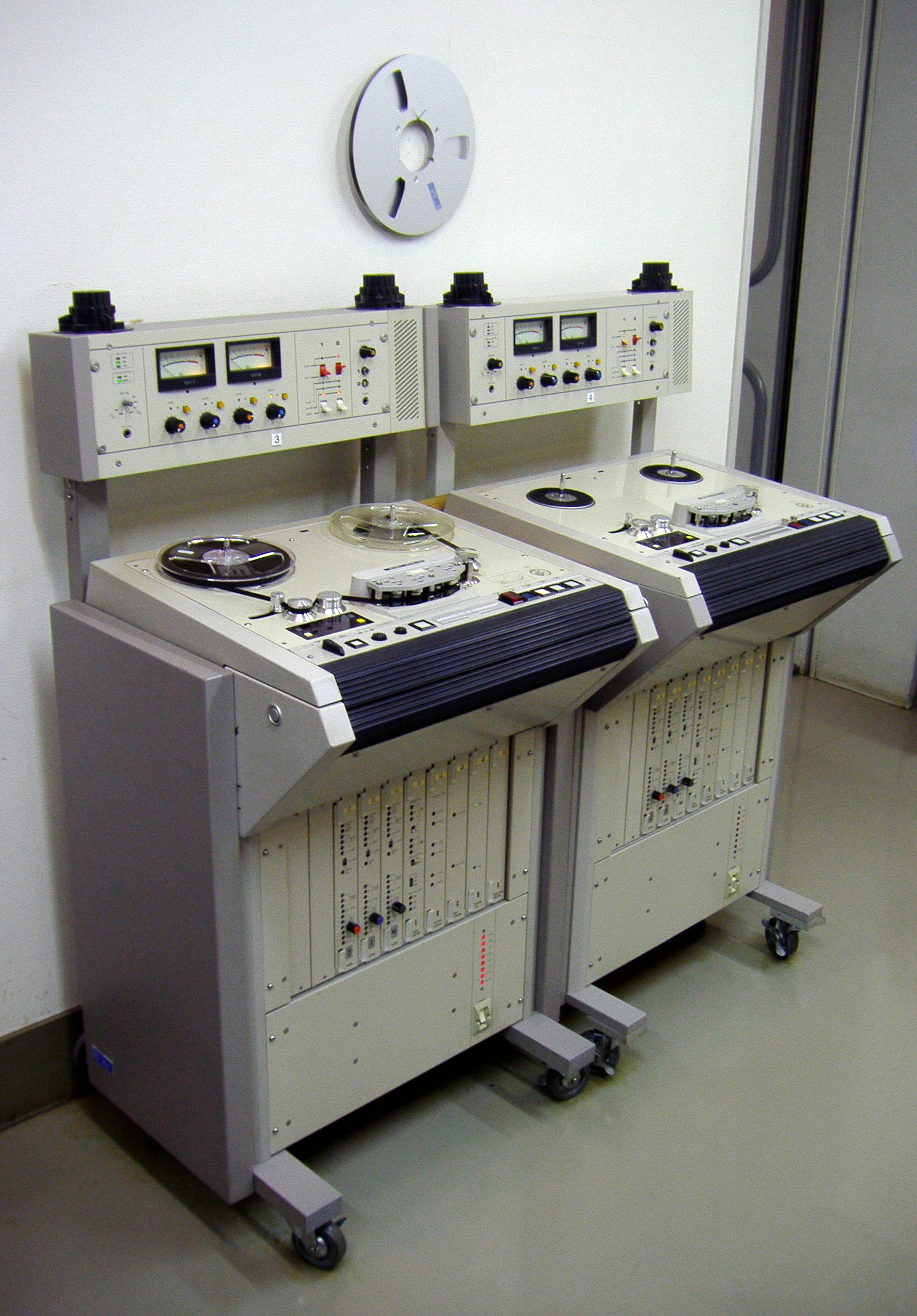
Una coppia di registratori audio a bobina aperta, come quella vuota visibile sul muro